# درختی با ریشه عمیق
درختی با ریشهٔ عمیق (انگلیسی: Deep Rooted Tree؛ کره‌ای: 뿌리 깊은 나무) یک مجموعهٔ تلویزیونی کره جنوبی سال ۲۰۱۱ با بازی هان سوک کیو، جانگ هیوک و شین سه کیونگ است. این مجموعه با اقتباس از رمانی به همین نام اثر لی جونگ-میونگ، از ۵ اکتبر تا ۲۲ دسامبر ۲۰۱۱، چهارشنبه و پنجشنبه‌ها ساعت ۲۱:۵۵ (کی‌اس‌تی) برای ۲۴ قسمت از اس‌بی‌اس پخش شد.
این مجموعه با نام خود از شعر «یونگ‌بی‌اوچون‌گا» که می‌گوید درختان با ریشهٔ عمیق تاب نمی‌خورند، داستان یک نگهبان سلطنتی (با بازی جانگ هیوک) است که در حال تحقیق در مورد پروندهٔ قتل‌های زنجیره‌ای دانشمندان جیپ‌هیون‌جون در قصر گیونگ‌بوک در زمان پادشاه سجونگ (با بازی هان سوک کیو، در کامبک تلویزیونی خود پس از ۱۶ سال کار صرف فیلم) است که الفبای کره‌ای را ایجاد می‌کند.

## خلاصهٔ داستان
این درام زمانی آغاز شد که شیم اون (پدر زن پادشاه سجونگ) و کل خانوادهٔ او توسط پادشاه سابق (ته‌جونگ)، به اعدام محکوم شدند. دو بردهٔ جوان با هدف انتقام از مرگ بی‌گناهان زنده می‌مانند و زندگی را ادامه می‌دهند. درحالی که پادشاه سجونگ به خاطر عدم توانایی برای نجات مردم خود احساس گناه می‌کند، مصمم است که الفبای کره‌ای (هانگول) را از طریق سازمان مخفی ایجاد کند. با این حال، موانع زمانی آغاز شدند که یکی از افراد او درگیر قتل‌های زنجیره‌ای شد.

## بازیگران
هان سوک کیو در نقش پادشاه سجونگ
- سونگ جونگ کی در نقش نوجوانی یی دو
- کانگ سان در نقش کودکی یی دو

مخترع هانگول. یی دو در طی سال‌های اولیهٔ خود به عنوان پادشاه، رابطهٔ تنش آمیزی با پدرش داشت و به دلیل دیدن رنج و مرگ مردم (از جمله خانوادهٔ همسرش) تحت قوانین ظالمانهٔ پدرش، احساس گناه کرد. پس از مرگ پدر و همسرش سوهون، یی دو (اکنون به نام پادشاه سجونگ خوانده می‌شود) کانگ چه یون را به عنوان بازپرس استخدام می‌کند (غافل از اینکه او همان پسری است که سال‌ها قبل او را نجات داد) و به کمک سو-یی در خلق هانگول به او کمک می‌کند. او بعداً فهمید که چه یون همان پسری است که قصد کشتن او را دارد.
جانگ هیوک در نقش کانگ چه-یون/دول-بوک
- یو جین گو در نقش نوجوانی دول-بوک
- چه سانگ وو در نقش کودکی دول-بوک

یک بردهٔ سابق که به نگهبان سلطنتی و کارآگاه پادشاه سجونگ تبدیل شده‌است. اگرچه او در واقع توسط پادشاه سجونگ نجات یافت، اما او این موضوع را نمی‌داند و چون سجونگ را مقصر مرگ پدرش می‌داند، سوگند خورده‌است که با کشتن پادشاه انتقام او را بگیرد. او با نامی تغییر یافته به یک سرباز تبدیل می‌شود، و همچنین زیر نظر یک استاد هنرهای رزمی به نام لی بانگ-جی آموزش می‌بیند که به او مسیری از هنرهای رزمی را نشان داد که سرعت، چابکی، قدرت و استقامت باورنکردنی را نشان می‌داد. دول-بوک در دوران کودکی، از پدر معلول ذهنی خود در برابر مزاحمت‌های سایر خدمتکارهای خانوادهٔ ملکه محافظت کرد. بعداً، پدر دول-بوک دستگیر و مورد ضرب و شتم قرار گرفت و سرانجام در مقابل او و دوست دوران کودکی‌اش سو-یی، جان سپرد.
شین سه کیونگ در نقش سو-یی/دام
- کیم هیون سو در نقش جوانی دام

دوست کانگ چه-یون، که در کودکی توسط همسر سجونگ نجات یافت و به عنوان یک بانوی دربار درآمد. در طی سالهای ابتدایی حضورش به عنوان بانوی دربار، یی دو از او به دلیل نقشی که در مرگ خانواده اش داشت عذرخواهی کرد. او به دلیل نقش خود در مرگ برده‌های دیگر چنان احساس گناه می‌کند که نمی‌تواند صحبت کند، اما به خاطر حافظهٔ تصویری خود، در خلق هانگول مفید است.
- جون نو-مین در نقش جونگ دو-کوانگ، «سامبونگ» برادر جونگ دو جون
- یون جه مون در نقش جونگ گی-جون/گا ری-اون
  - چوی وو شیک در نقش جوانی جونگ گی-جون/گا ری-اون
- آن سوک هوان در نقش لی شین-جوک
- لی جه یونگ در نقش جو مال-سنگ
- کوان ته-وون در نقش چوی مان‌ری
- جون سونگ-هوان در نقش هوانگ هی
- چو جین-وونگ در نقش مو-هیول

محافظ شخصی و دوست سجونگ که برای محافظت از او فداکاری می‌کند.
- پارک هیوک-کوان در نقش جونگ این-جی
- جانگ جی-اون در نقش ملکه سوهون
- کیم گی بانگ در نقش چو تاک
- شین سونگ-هوان در نقش پارک پو
- سونگ اوک-سوک در نقش دو دام-دک
- هان سانگ جین در نقش شیم جونگ-سو
- سو جون-یونگ در نقش شاهزاده گوانگ‌پیونگ
- لی سو هیوک در نقش یون پیونگ
  - بک سونگ-هوانگ در نقش جوانی پیونگ

یک آدم‌کش که توسط سو-یی تحت تأثیر قرار گرفت هنگامی که او را به گروگان گرفته بود.
- کیم کی بوم در نقش پاک پنگ‌نیون
- هیون وو در نقش سونگ سام-مون
- جو هی-بونگ در نقش هان میونگ‌هو/هان گا-نوم
- جونگ دا-بین در نقش یون-دو
- جونگ یونگ-بین در نقش ماک-سو
- وو هیون در نقش لی بانگ-جی
- یو هیون-سو در نقش لی سون-جی
- شین سو یول در نقش موک-یا
- شیم سو-هون در نقش دوک-گوم
- بک یون شیک در نقش پادشاه ته‌جونگ/یی بانگ‌وون (مهمان)
- هان این-سو در نقش شیم اون (مهمان)
- چوی ایل هوا در نقش کیم جونگ-سو
- هو جون-سوک در نقش کوت-تو
- ریو سونگ-سو در نقش جانگ سونگ-سو
- بک سو بین در نقش جونگ اون-سونگ
- مین جی-یونگ در نقش مادر یون-دو
- لی سه-نا در نقش گون-جی
- چوی جونگ-وو در نقش پارک اون
- جونگ یو-چان در نقش هو دام
- جونگ جون-وون در نقش کودک مبتلا به سرطان استخوان
- کیم سونگ-هیون در نقش کاروپه‌ای تموکان (نام دیگر: گه پا-یی)

اگرچه اصالت او مبهم است، اما این درام به او اشاره می‌کند که از سلسلهٔ یوآن (چین، روسیه، مغولستان) باشد. او یک آدم‌کش است که به گروهی مزدور بنام گوکتورکس تعلق دارد. گفته می‌شود که هیچ‌کس نمی‌تواند با او بجنگد و پیروز شود؛ به همین دلیل است که او مرد شکست‌ناپذیر نامیده می‌شود. مهارت‌های او بیش از مهارت‌های کانگ چه-یون، مو-هیول و یون پیونگ است. لی بانگ-جی تنها کسی است که با او برابری می‌کند و او را می‌کشد.
بک یون شیک و بک سو بین که در این درام همبازی بودند، در زندگی واقعی پدر و پسر هستند.

## ریتینگ
- در جدول زیر  اعداد آبی کمترین رتبه را دارند و  اعداد قرمز بیشترین رتبه را نشان می‌دهند.

| قسمت    | تاریخ پخش اصلی | میانگین سهم مخاطب | میانگین سهم مخاطب | میانگین سهم مخاطب | میانگین سهم مخاطب |
| قسمت    | تاریخ پخش اصلی | TNmS Ratings      | TNmS Ratings      | AGB Nielsen       | AGB Nielsen       |
| قسمت    | تاریخ پخش اصلی | سراسر کشور        | سئول              | سراسر کشور        | سئول              |
| ------- | -------------- | ----------------- | ----------------- | ----------------- | ----------------- |
| ۱       | ۵ اکتبر ۲۰۱۱   | ۹٫۲٪              | ۱۱٫۰٪             | ۹٫۵٪              | ۱۱٫۱٪             |
| ۲       | ۶ اکتبر ۲۰۱۱   | ۸٫۲٪              | ۹٫۸٪              | ۹٫۸٪              | ۱۰٫۶٪             |
| ۳       | ۱۲ اکتبر ۲۰۱۱  | ۱۶٫۴٪             | ۱۸٫۷٪             | ۱۸٫۲٪             | ۲۰٫۷٪             |
| ۴       | ۱۳ اکتبر ۲۰۱۱  | ۱۸٫۸٪             | ۲۲٫۶٪             | ۱۹٫۱٪             | ۲۱٫۸٪             |
| ۵       | ۱۹ اکتبر ۲۰۱۱  | ۱۷٫۷٪             | ۲۰٫۶٪             | ۱۸٫۳٪             | ۲۰٫۵٪             |
| ۶       | ۲۰ اکتبر ۲۰۱۱  | ۱۸٫۳٪             | ۲۰٫۸٪             | ۱۸٫۶٪             | ۱۹٫۱٪             |
| ۷       | ۲۶ اکتبر ۲۰۱۱  | ۱۷٫۹٪             | ۲۱٫۰٪             | ۱۸٫۹٪             | ۲۰٫۱٪             |
| ۸       | ۲۷ اکتبر ۲۰۱۱  | ۱۸٫۳٪             | ۲۰٫۵٪             | ۱۹٫۲٪             | ۲۰٫۵٪             |
| ۹       | ۲ نوامبر ۲۰۱۱  | ۱۷٫۳٪             | ۱۹٫۲٪             | ۱۷٫۴٪             | ۱۸٫۹٪             |
| ۱۰      | ۳ نوامبر ۲۰۱۱  | ۱۸٫۵٪             | ۲۰٫۷٪             | ۲۰٫۲٪             | ۲۲٫۱٪             |
| ۱۱      | ۹ نوامبر ۲۰۱۱  | ۱۷٫۹٪             | ۲۰٫۳٪             | ۱۹٫۱٪             | ۲۰٫۴٪             |
| ۱۲      | ۱۰ نوامبر ۲۰۱۱ | ۱۸٫۹٪             | ۲۰٫۹٪             | ۱۹٫۹٪             | ۲۱٫۳٪             |
| ۱۳      | ۱۶ نوامبر ۲۰۱۱ | ۱۸٫۷٪             | ۲۱٫۴٪             | ۱۹٫۴٪             | ۲۰٫۹٪             |
| ۱۴      | ۱۷ نوامبر ۲۰۱۱ | ۱۹٫۰٪             | ۲۱٫۶٪             | ۲۰٫۵٪             | ۲۲٫۰٪             |
| ۱۵      | ۲۳ نوامبر ۲۰۱۱ | ۱۷٫۸٪             | ۲۰٫۶٪             | ۲۰٫۱٪             | ۲۱٫۱٪             |
| ۱۶      | ۲۴ نوامبر ۲۰۱۱ | ۱۹٫۹٪             | ۲۱٫۹٪             | ۲۱٫۱٪             | ۲۲٫۳٪             |
| ۱۷      | ۳۰ نوامبر ۲۰۱۱ | ۱۸٫۸٪             | ۲۰٫۷٪             | ۲۱٫۰٪             | ۲۲٫۰٪             |
| ۱۸      | ۱ دسامبر ۲۰۱۱  | ۱۸٫۶٪             | ۲۱٫۴٪             | ۲۰٫۸٪             | ۲۲٫۲٪             |
| ۱۹      | ۷ دسامبر ۲۰۱۱  | ۲۰٫۱٪             | ۲۳٫۱٪             | ۲۱٫۶٪             | ۲۳٫۰٪             |
| ۲۰      | ۸ دسامبر ۲۰۱۱  | ۲۰٫۲٪             | ۲۳٫۵٪             | ۲۱٫۷٪             | ۲۳٫۰٪             |
| ۲۱      | ۱۴ دسامبر ۲۰۱۱ | ۱۹٫۷٪             | ۲۲٫۳٪             | ۲۱٫۹٪             | ۲۳٫۳٪             |
| ۲۲      | ۱۵ دسامبر ۲۰۱۱ | ۱۹٫۳٪             | ۲۲٫۱٪             | ۲۲٫۷٪             | ۲۴٫۷٪             |
| ۲۳      | ۲۱ دسامبر ۲۰۱۱ | ۱۹٫۷٪             | ۲۲٫۵٪             | ۲۱٫۴٪             | ۲۳٫۲٪             |
| ۲۴      | ۲۲ دسامبر ۲۰۱۱ | ۲۳٫۶٪             | ۲۷٫۵٪             | ۲۵٫۴٪             | ۲۷٫۳٪             |
| میانگین | میانگین        | ۱۸٫۰٪             | ۲۰٫۶٪             | ۱۹٫۴٪             | ۲۰٫۹٪             |

منبع: AGB Nielsen Korea

## جوایز و نامزدی‌ها
| سال  | مراسم جوایز                        | عنوان جایزه                                  | گیرنده                       | نتیجه    |
| ---- | ---------------------------------- | -------------------------------------------- | ---------------------------- | -------- |
| ۲۰۱۱ | جوایز درامای اس‌بی‌اس                | جایزه بزرگ (دسانگ)                           | هان سوک کیو                  | برنده    |
| ۲۰۱۱ | جوایز درامای اس‌بی‌اس                | بهترین درام                                  | درختی با ریشهٔ عمیق           | برنده    |
| ۲۰۱۱ | جوایز درامای اس‌بی‌اس                | جایزه برترین بازیگر نقش اول مرد در درام ویژه | هان سوک کیو                  | نامزدشده |
| ۲۰۱۱ | جوایز درامای اس‌بی‌اس                | جایزه برترین بازیگر نقش اول زن در درام ویژه  | شین سه کیونگ                 | برنده    |
| ۲۰۱۱ | جوایز درامای اس‌بی‌اس                | جایزه ویژه بازیگر مرد در درام ویژه           | چو جین-وونگ                  | نامزدشده |
| ۲۰۱۱ | جوایز درامای اس‌بی‌اس                | جایزه ویژه بازیگر زن در درام ویژه            | سونگ اوک سوک                 | برنده    |
| ۲۰۱۱ | جوایز درامای اس‌بی‌اس                | جایزه انتخاب تهیه‌کننده                       | سونگ جونگ کی                 | برنده    |
| ۲۰۱۱ | جوایز درامای اس‌بی‌اس                | جایزه ده ستاره برتر                          | هان سوک کیو                  | برنده    |
| ۲۰۱۱ | جوایز درامای اس‌بی‌اس                | جایزه ده ستاره برتر                          | جانگ هیوک                    | برنده    |
| ۲۰۱۲ | ششمین جوایز برگزیده ۲۰ ام‌نت        | جایزه ۲۰ ستاره مرد درام                      | سونگ جونگ کی                 | نامزدشده |
| ۲۰۱۲ | ششمین جوایز برگزیده ۲۰ ام‌نت        | جایزه ۲۰ ستاره زن درام                       | شین سه کیونگ                 | نامزدشده |
| ۲۰۱۲ | هفتمین جوایز بین‌المللی درامای سئول | جایزه بزرگ                                   | درختی با ریشهٔ عمیق           | برنده    |
| ۲۰۱۲ | هفتمین جوایز بین‌المللی درامای سئول | بهترین فیلم‌نامه‌نویس                          | کیم یونگ هیون، پارک سانگ یون | نامزدشده |
| ۲۰۱۲ | هفتمین جوایز بین‌المللی درامای سئول | درام کره‌ای برجسته                            | درختی با ریشهٔ عمیق           | نامزدشده |
| ۲۰۱۲ | هفتمین جوایز بین‌المللی درامای سئول | بازیگر زن کره‌ای برجسته                       | شین سه کیونگ                 | نامزدشده |
| ۲۰۱۲ | چهل و هشتمین جوایز هنری بکسانگ     | جایزه بزرگ (دسانگ) برای تلویزیون             | درختی با ریشهٔ عمیق           | برنده    |
| ۲۰۱۲ | چهل و هشتمین جوایز هنری بکسانگ     | بهترین درام تلویزیونی                        | درختی با ریشهٔ عمیق           | نامزدشده |
| ۲۰۱۲ | چهل و هشتمین جوایز هنری بکسانگ     | بهترین بازیگر نقش اول مرد (تلویزیون)         | هان سوک کیو                  | نامزدشده |
| ۲۰۱۲ | چهل و هشتمین جوایز هنری بکسانگ     | بهترین کارگردان (تلویزیون)                   | جانگ ته یو                   | نامزدشده |
| ۲۰۱۲ | چهل و هشتمین جوایز هنری بکسانگ     | بهترین فیلم‌نامه‌نویس (تلویزیون)               | کیم یونگ هیون، پارک سانگ یون | برنده    |
| ۲۰۱۲ | پنجمین جوایز درامای کره            | جایزه بزرگ (دسانگ)                           | هان سوک کیو                  | نامزدشده |
| ۲۰۱۲ | پنجمین جوایز درامای کره            | بهترین کارگردان                              | جانگ ته یو                   | برنده    |
| ۲۰۱۲ | پنجمین جوایز درامای کره            | جایزه برتر بازیگر مرد                        | یون جه مون                   | نامزدشده |
| ۲۰۱۲ | اولین جوایز کی-دراما استار         | جایزه برترین بازیگر مرد                      | هان سوک کیو                  | نامزدشده |

## پخش بین‌المللی
- این مجموعه در ژاپن از ۲۴ ژوئیه تا ۱۷ سپتامبر ۲۰۱۲ از کی‌ان‌تی‌وی پخش شد،[۵] و پس از آن با تکرار مجدد در شبکهٔ تی‌وی توکیو دنبال شد.[۶]
- این مجموعه در تایلند از ۱۴ ژانویه ۲۰۱۶ روزهای دوشنبه تا پنجشنبه ساعت ۲:۱۰ بامداد، از چنل ۷ پخش شد.[۷]